# Championnats d'Afrique de pétanque 2013
Navigation
Édition précédente Édition suivante
Les Championnats d'Afrique de pétanque 2013 sont la 4e édition des Championnats d'Afrique de pétanque, une compétition continentale organisée par la Confédération africaine des sports boules. Ils se déroulent à Casablanca, au Maroc, du 7 au 9 juin 2013,,,,,,.

## Podiums
| Épreuve                 | Or                                                              | Argent                                                                       | Bronze                   |
| ----------------------- | --------------------------------------------------------------- | ---------------------------------------------------------------------------- | ------------------------ |
| Triplette senior        | Maroc - Mohammed Ajouad - Abdessamad el Mankari - Rachid Habchi | Tunisie- Khaled Lakhal - Mohamed Khaled Bougriba - Taieb Larbi - Helmi Sassi | Bénin Maroc              |
| Tir de précision senior | Abdessamad Elmenkari                                            | Hounaye Raymon                                                               | Madagascar Farid Hamoudi |